# Trubbel
Trubbel är en svensk visa komponerad 1960 av vissångaren, visdiktaren och gitarristen Olle Adolphson. Den utgavs för första gången på EP:n Visor tryckta i år 1961 och släpptes året efter också i en liveversion på Adolphsons första LP En stol på Tegnér. Trubbel har också tolkats och spelats in av flera andra artister såsom t ex Monica Zetterlund, Håkan Hellström, Freddie Wadling och Tommy Körberg.

## Bakgrund och inspelning
Enligt Adolphson själv är Trubbel en uppföljare på hans verk Balladen om Adam och Vera; eller hur man snuvar en fattig flicka på Söder. Inga av personerna i de båda visorna bygger på personer som Olle Adolphson kände och han har beskrivit Trubbel som "en sån där visa som skrev sig själv. Jag vaknade en morgon med melodin fullkomligt nitad i huvudet och skrev ned den omedelbart." I ett tv-program 1973 berättade han att det är den enda melodi han har drömt ihop.
EP:n Visor tryckta i år är inspelad den 16 mars 1961 i Europafilms studio i Stockholm och medverkande är förutom Olle själv också Hans Wahlgrens Orkester.

## Komposition och låttext
Frans Mossberg, fil. doktor i musikvetenskap beskriver tongångarna i visans ensemblearrangemang som klangmässigt franska i sin stil och tar också upp vistextens släktskap med författaren och konstnären Stig Claessons stil och dennes förmåga att skapa humoristiska och mångbottnade stämningar. Visan går i tonarten e-moll.
Visans handling utgörs av ett triangeldrama mellan tre personer där visans berättarjag blivit bedragen av sin älskade. Föremålet för otroheten är en person som är ”mycket finare” än berättarjaget. När det uppdagas att den som varit otrogen blivit sviken och lurad av den finare vännen beger sig berättarjaget dit med en hammare men blir förförd av fina vanor och ingen konfrontation sker.
Visans avslutande strofer ”Och trots all kärleksbrist och trasighet och fransar: dig skall jag älska livet ut, dig har jag kär!” tolkas i litteraturvetaren Charlotte Ulmerts doktorsavhandling som ett uttryck för mannens självcentrerade ägandekänsla, en tolkning som ifrågasätts bland annat i en recension av avhandlingen och av Adolphsons lillebror.

## Coverversioner
En av de mest kända tolkningarna av Trubbel är Monica Zetterlunds version som gavs ut för första gången på albumet Monica - Monica 1971. Det är en jazzig version  arrangerad av Monica Dominique med Monica Zetterlund på sång ackompanjerad av Monica Dominiques orkester. Olle Adolphson hade ofta bestämda åsikter kring andras tolkningar av hans musik och han var länge skeptisk till kvinnoperspektivet som föranledde textändringen i vers 4. Textraden i original lyder "Jag hade hammaren beredd under kavajen", i Monica Zetterlunds version blev den istället "Jag kom med hammaren beredd under min kappa". Trubbel är en av Monica Zetterlunds mest spelade låtar på Spotify med närmare tre miljoner lyssningar.
Håkan Hellströms version av Trubbel finns med på EP:n Luften bor i mina steg från 2002. EP:n låg etta på svenska singellistan i två veckor.
Tommy Körberg har släppt en version av låten på sin skiva "...är..." från 1988.
På skivan Dubbeltrubbel som kom ut 2005, året efter Adolphsons död, tolkar svenska artister hans låtar och Freddie Wadling står för en nio minuter lång version av Trubbel.
Ytterligare tolkningar har gjorts av artister som Arja Saijonmaa, Lalla Hansson, Charlotte Perelli och Sven-Bertil Taube.